# Joost Schouten
Joost Schouten (Rotterdam, 1600 – Giacarta, 11 luglio 1644) è stato un mercante e diplomatico olandese, importante funzionario e amministratore della Compagnia olandese delle Indie orientali.

## Biografia
Schouten nacque nei Paesi Bassi presumibilmente nel 1600 e nel 1622 emigrò nelle Indie orientali olandesi. Nei due decenni successivi, Schouten si affermò come uno dei più prolifici e apprezzati diplomatici, amministratori e negoziatori della Compagnia olandese delle Indie orientali, contrastinguendosi in particolar modo per aver fortemente contribuito agli scambi commerciali ed economici con il Siam. Nel 1625, due anni dopo essere arrivato nelle colonie fu nominato segretario di Willen Jenssen, che seguì nel suo viaggio in Giappone. Nel 1633 tornò in Siam per soprintendere e negoziare l'espansione dell'attività commerciale con l'Olanda e nel 1635 scrisse un importante trattato sul Siam e il Giappone. Il trattato, stampato e tradotto in diverse lingue durante il XVII secolo, viene ricordato per il suo grande valore non solo come testimonianza economica, ma anche sociale e antropologica di questi Paesi in un momento in cui i rapporti con l'Europa erano ancora limitati. Nel 1640 tornò nell'attuale Indonesia, dove divenne membro del Consiglio delle Indie. Fu in questa veste che due anni più tardi fece approvare e finanziare il viaggio di Abel Tasman nel Pacifico sud-occidentale, un viaggio che portò alla circumnavigazione dell'Australia e alla scoperta della Nuova Zelanda. L'isola Schouten fu battezzata in questo modo da Tasman proprio in onore del funzionario.
Nel luglio 1644 Schouten fu accusato di praticare la sodomia, essendo stato scoperto dopo aver avuto rapporti sessuali con diversi uomini. Rapporti omosessuali erano punibili con la morte secondo la legge olandese e Schouten, che confessò, fu condannato al rogo. Per i suoi servizi alla Compagnia, il governatore generale della colonia Anthony van Diemen mitigò la pena e Schouten fu strangolato prima che il fuoco venisse appiccato alla pira. Almeno tre dei suoi amanti furono giustiziati per annegamento.